# Rekoa
Rekoa is een geslacht van vlinders van de familie Lycaenidae, uit de onderfamilie Theclinae.

## Soorten
- R. malina (Hewitson, 1867)
- R. marius (Lucas, 1857)
- R. meton (Cramer, 1782)
- R. palegon Cramer, 1780
- R. stagira (Hewitson, 1867)
- R. zebina (Hewitson, 1860)